# Cannolo
Il cannolo, o cannoncino in alcune regioni italiane, è un prodotto di pasticceria, specialità culinaria gastronomica tipicamente europea.

## Storia
Nacque probabilmente nei Balcani; era un rotolo di pasta sfoglia, spesso farcito con panna montata, confetture, creme o frutta fresca. Veniva prodotto utilizzando olio e solo nel XVII secolo il francese François Pierre de La Varenne, cuoco del marchese di Uxelles, codificò l'uso del burro e il metodo di impasto. Questa ricetta si diffuse in tutta l'Europa.

## Il cannolo piemontese
Durante la Belle Époque alcune delle migliori pasticcerie torinesi iniziarono a proporre dei piccoli cannoli farciti di zabaione, la crema considerata uno dei simboli dolciari della città, già presente dal XVII secolo come farcitura di bignè e cannoli nei banchetti di Casa Savoia. Il successo del prodotto fu clamoroso, superando i confini locali e facendone un classico della pasticceria italiana.

## Composizione
Questo pasticcino è composto da pasta sfoglia arrotolata e ripieno di crema o zabaione, generalmente decorato con granella di biscotto o di Nocciole Piemonte.
Occasionalmente vengono farciti con panna montata oppure cioccolata.
È venduto nelle panetterie o al bar come alternativa al croissant per la colazione, specialmente nell'Italia settentrionale.
Usato sempre come dolce, risulta particolarmente friabile ed è uno dei pasticcini più conosciuti e richiesti dagli italiani.